# Казеїновий клей
Казеї́новий клей — клей, що виготовляють із знежиреного сиру висушуванням. Щоб казеїн почав розчинятись і утворювати клей, до води потрібно додати трохи лугів або солей з лужними властивостями (наприклад, буру).
В продажу, здебільшого, буває казеїн з домішками лугів та антисептиків під назвою «Клей казеїновий». До продажу поступає клей у вигляді порошку, який містить всі необхідні добавки: луг, мінеральні солі, фтористий натрій, мідний купорос і невелика кількість гасу, який вберігає клей від грудкування і розшарування.
Щоб приготувати з нього клей, досить лише розчинити цю суміш у воді. Відважену порцію порошку всипають до відміряного об'єму води кімнатної температури і розмішують до повного зникнення грудок протягом 40-60 хвилин, знімають піну і дають відстоятися (30% казеїну на 70% води). Робоча в'язкість клею зберігається протягом приблизно чотирьох годин. Після цього він густіє і стає непридатним для подальшого використання.
Казеїновий клей може призводити до зниження міцності паперу або тканого матеріалу, а також викликати зміну їх кольору.
Казеїновий клей для деревини продають у вигляді сухого порошку, це суміш казеїну з гашеним вапном (на 5 масових частин казеїну 1 масова частина вапна). Для приготування клею беруть 1 частину порошку і 2 частини води. 
Розводять клей в будь-якому посуді, окрім алюмінієвого, оскільки луг руйнує алюміній.